# Sinopoda empat
Sinopoda empat – gatunek pająka z rodziny spachaczowatych i podrodziny Heteropodinae.

## Taksonomia
Gatunek ten opisany został po raz pierwszy w 2020 roku przez Elenę Grall i Petera Jägera na łamach „Zootaxa”. Jako miejsce typowe wskazano stoki Gua Gereja Hujan w Gunung Lanno na terenie malezyjskiego stanu Perak. Epitet gatunkowy  oznacza w języku malajskim „cztery” i nawiązuje do liczby oczu tego pająka.

## Morfologia
Jedyny zmierzony okaz jest samcem o ciele długości 11 mm przy prosomie długości 5,6 mm i szerokości 4,8 mm. U okazu przechowywanego w alkoholu karapaks jest żółty z jasnorudymi paskami, szczękoczułki żółte z rudobrązowymi bokami, nogogłaszczki i odnóża żółtawobiałe, sternum żółtawobiałe z brązowymi krawędziami, natomiast opistosoma (odwłok) białawożółta, od spodu z parą szarych pasków podłużnych i zabielonym przodem. Oczy par środkowych uległy całkowitemu zanikowi, zaś te par bocznych zachowały się w postaci szczątkowych soczewek.  Szczękoczułki mają trzy zęby na krawędzi przedniej i pięć na tylnej.  Nogogłaszczki samca mają apofizę retrolateralną goleni o gałęzi grzbietowej smukłej, zagiętej dobrzusznie i niemal dwukrotnie dłuższej niż rozwidlona, zwężająca się gałąź brzuszna, wydłużone cymbium, pośrodku szersze niż u podstawy tegulum, wyrastający na godzinie dwunastej konduktor w części odsiebnej szeroki i zakrzywiony dobrzusznie, prosty i w widoku brzusznym szeroki spermofor, smukły i widoku brzusznym prawie prosty embolus oraz apofizę emboliczną krótszą od embolusa, w części dystalnej tak szeroką jak on, na szczycie zagiętą.

## Rozprzestrzenienie
Pająk orientalny, endemiczny dla Malezji, znany tylko z Gunung Lanno na terenie stanu Perak.